# 第12軍 (德國國防軍)
第3軍（德語：III. Armeekorps）是二战期间德军的一個军，参与了在东线和西线的战斗。此軍於1936年10月在威斯巴登招募和訓練組建，並在1939年8月末戰爭爆發時動員。